# لیزا دوان
لیزا دوان (انگلیسی: Lisa Dwan؛ زادهٔ ۲۵ نوامبر ۱۹۷۷) بازیگر، کارگردان و نویسنده اهل جمهوری ایرلند است.
از فیلم‌ها یا برنامه‌های تلویزیونی که وی در آن نقش داشته‌است می‌توان به بوپال: دعا برای باران اشاره کرد.